# Lemberge
Lemberge – dzielnica (deelgemeente) gminy Merelbeke w Belgii, w Regionie Flamandzkim, w prowincji Flandria Wschodnia, w okręgu Gandawa. 1 stycznia 2020 roku liczyła 1041 mieszkańców. Do 31 grudnia 1964 samodzielna gmina.

## Demografia
Liczba mieszkańców, stan na 1 stycznia:
| Rok                | 1930 | 1947 | 1961 | 2020 |
| ------------------ | ---- | ---- | ---- | ---- |
| Liczba mieszkańców | 437  | 460  | 529  | 1041 |